# Beriszló család
A Beriszló család régi horvátországi család volt, melynek tagjai Mátyás király és a Jagellók alatt jelentékeny szerepet játszottak.
A család tagjai közül:
- Beriszló Bertalan - vránai perjel, Mátyás halála után Corvin János híve. A Csontmezei csatában elfogták és csak Ulászlónak tett hűségesküje után bocsátották szabadon, Beriszló Bertalan azonban csak színleg volt híve Ulászlónak aki ellen titkon fellázította Újlaki Lőrincet is. Mikor azonban ez kitudódott, Beriszló Bertalant elfogták és javait elkobozták. Később aztán Ulászló újra visszahelyezte birtokaiba.

Beriszló Bertalanról többféle legenda is fennmaradt: Istvánfi szerint 1496-ban a rhodusi szent János lovagrend vitéze és auranai perjel, kegyetlen, ragadozó és nyughatatlan ember hírében állott, tetteiért bőrzsákba varrva, a Dunába fojtották, míg Bonfini állítása szerint pedig "Temesvárra vitették, ahol örökös fogságba tétetett", Budai szerint azonban még később is élt, és jelen volt az 1505-ki rákosi országgyűlésen is.
- Beriszló Péter - a család másik tagja, 1508-ban fehérvári prépost, majd királyi kincstartó, veszprémi püspök, horvát- és tótországi bán és vránai perjel volt. 1508. Ulászló követeként Bécsbe, Miksa császárhoz ment, akit a velenceiek elleni szövetségre szólított fel. A szövetség létre jött ugyan, de a háború a törökök készülődései miatt elmaradt. Többször kitűnt a török ellen vívott harcokban. 1512-ben Illíria bánja lett, Jajcát, Knint, Klisszát és Skardonát ostromolta volna, de a remélt pápai segélyt nem kapta meg, végül 1521-ben a törökök őt is megölték.

- Beriszló János (? - 1522. január 11.) Ráczország despotája volt, a feljegyzések szerint szintén jelen volt az 1505-ki országgyűlésen. Beriszló János 1522 jan. 11.-én hunyt el. (M. Sz. okl. 357.) Fia Beriszló István volt.

- Beriszló István - 1526-ban szintén Ráczország despotája.